# Wladimir Nossow
Wladimir Nossow (kirgisisch Владимир Носов; * 5. Oktober 1997) ist ein kirgisischer Eishockeyspieler, der seit 2017 bei Ala-Too Dordoi in der kirgisischen Eishockeyliga spielt.

## Karriere
Wladimir Nossow begann seine Karriere bei Ala-Too Dordoi aus der Stadt Naryn in der kirgisischen Eishockeyliga, wo er bis heute spielt. 2018 wurde er als wertvollster Spieler der kirgisischen Liga ausgezeichnet. 2018 und 2020 wurde er mit Dordoi Kirgisischer Meister.

### International
Für die kirgisische Nationalmannschaft nahm Nossow an der Qualifikation zur Weltmeisterschaft der Division III 2019, der Weltmeisterschaft der Division IV 2022, als er beim Heimturnier in Bischkek mit den meisten Toren und Vorlagen Topscorer des Turniers war und so maßgeblich zum Aufstieg der Kirgisen beitrug, und an den Weltmeisterschaften der Division III 2023 und 2024 teil.
Zudem vertrat er seine Farben bei der Olympiaqualifikation für die Winterspiele in Peking 2022, als er als Top-Scorer der ersten Vorqualifikationsrunde großen Anteil am Erreichen der zweiten Vorqualifikationsrunde hatte. Nach zwei klaren Niederlagen gegen Island (4:9) und Rumänien führten die Kirgisen dort im abschließenden Spiel gegen Israel nach zwei Dritteln mit 4:2, mussten sich am Ende aber doch mit 4:5 nach Verlängerung geschlagen geben und wurden so Gruppenletzte.
Nossow ist derzeit mit 51 Punkten Topscorer der kirgisischen Nationalmannschaft.

## Erfolge und Auszeichnungen
| - 2018 Kirgisischer Meister mit Ala-Too Dordoi - 2018 Wertvollster Spieler der kirgisischen Eishockeyliga - 2019 Topscorer bei der ersten Vorqualifikationsrunde, Gruppe N, der Olympiaqualifikation für die Winterspiele in Peking 2022 - 2020 Kirgisischer Meister mit Ala-Too Dordoi | - 2022 Aufstieg in die Division III, Gruppe B, bei der Weltmeisterschaft der Division IV - 2022 Torschützenkönig, bester Vorbereiter und Topscorer bei der Weltmeisterschaft der Division IV - 2023 Aufstieg in die Division III, Gruppe A, bei der Weltmeisterschaft der Division III, Gruppe B |